# CP-szimmetria
A CP-szimmetria a részecskefizika területén azt jelenti, hogy egy folyamat valószínűsége a részt vevő részecskéken végrehajtott C (töltéstükrözés, azaz antirészecskékre cserélés) és P (térbeli tükrözés) transzformációk után azonos marad. Az erős és elektromágneses kölcsönhatásokban a C, a P és a CP transzformáció szimmetria.
A CP-szimmetria fontos szerepet játszik azokban a kozmológiai elméletekben, melyek annak a ténynek a magyarázatára tesznek kísérletet, mely szerint a jelenlegi Világegyetemben több az anyag, mint az antianyag. A CP-sértést a gyenge kölcsönhatás esetén 1964-ben a semleges kaonok bomlásánál fedezte fel James Cronin és Val Fitch, melyért 1980-ban fizikai Nobel-díjat kaptak. A CP-sértés az elméleti és kísérleti kutatások fontos területe maradt a mai napig.

## Mi az a CP?
A CP két fizikai szimmetriatranszformáció szorzata: C a töltéstükrözés (töltéskonjugáció), ami egy részecskét az antirészecskéjébe transzformál, P pedig a térbeli tükrözés (paritás), ami az összes térkoordináta előjelének megfordítását, a fizikai rendszer tükörképébe való áttranszformálást jelenti. Az erős kölcsönhatás és az elektromágneses kölcsönhatás invariáns CP-transzformációk alatt, de a szimmetria enyhén sérül gyenge kölcsönhatás esetén. Történetileg a CP-szimmetriát a "rend helyreállítása végett" javasolták a paritássértés felfedezése után az 1950-es években.
A paritásmegmaradás sugalmazója az a tény volt, hogy a részecskefizika (akkori) egyenletei invariánsak voltak a tükrözésre. Ez ahhoz a jóslathoz vezetett, hogy egy "tükörreakció" (akár kémiai reakció vagy radioaktív bomlás) ugyanolyan gyakran következik be, mint az eredeti reakció. Az 1940-es évekig a fizikusok meg voltak győződve arról, hogy minden folyamat mutatja a paritásmegmaradást. Az 1950-es években azonban találtak néhány kivételt a P-szimmetria alól a radioaktív folyamatok területén, amikor a folyamat és a tükörfolyamat más valószínűséggel ment végbe.
Összességében a kvantummechanika szimmetriája helyreállítható, ha egy másik S szimmetriát találunk úgy, hogy a kombinált PS-szimmetria sértetlen marad. A Hilbert-térnek ezen meglehetősen kifinomult vonását röviddel a P-sértés felfedezése után ismerték fel, és a javaslat szerint a töltéskonjugáció volt ez a kívánatos szimmetria, ami a rendet helyreállíthatja.
Egyszerűen szólva a töltéskonjugáció a részecskék és antirészecskék közötti szimmetria, azaz a CP-szimmetria az anyag és antianyag közötti igazi szimmetriaként lett javasolva.

## CP-sértés

A két fenti doboz-diagram az a két Feynman-diagram ami a vezető hozzájárulást adja a kaon-antikaon oszcillációhoz

1964-ben James Cronin és Val Fitch világos bizonyítékot talált a CP-sértésre egy kaonbomlási kísérletben, amiért 1980-ban fizikai Nobel-díjat kaptak. Felfedezésük megmutatta, hogy a gyenge kölcsönhatás együtt is sérti a tükrözési és töltésszimmetriát. Ez sokkolta a részecskefizikát és megnyitotta az ajtót olyan kérdések előtt, amik még mindig a részecskefizika és kozmológia homlokterében vannak. A CP-szimmetria hiánya, de ugyanakkori csak nagyon kis sérülése nagy talány volt.
Csak egy általánosabb szimmetria, a CPT-szimmetria maradt meg a fizikai folyamatok számára. A T az időtükrözést jelenti, ami a mozgás megfordításának felel meg. A T-szimmetria azt jelenti, hogy ha egy mozgás megengedett, akkor a megfordítottja is az. A CPT-szimmetriát egzaktnak gondoljuk, ezért a CP-sértés egyben T-sértést is jelent. A CPT-szimmetria az egyik alapvető tétele a kvantumtérelméletnek.
A legutóbbi időkben kísérletek sora (BaBar a SLAC-ben, Belle a KEK-ben) megfigyelte a CP-sértést a B-mezonok segítségével. Ezelőtt logikus lehetőség volt, hogy a CP-sértés csak a kaonok sajátja, de bebizonyosodott, hogy a standard modell a CP-sértő.
A standard modell CP-sértését a CKM-mátrixban levő komplex fázis okozza. Szükséges feltétel a komplex fázis létéhez és a CP-sértéshez a legalább három kvarkgeneráció léte.
A kvantum-színdinamikában nincs ismert kísérleti bizonyítéka a CP-sértésnek. Az erős CP-probléma az a kérdés, miért nincs ilyen megfigyelt sértés, amikor az elmélet azt elvileg lehetővé teszi.

## Erős CP-probléma
A részecskefizika talányos kérdése az erős CP-probléma, azaz hogy a kvantumszíndinamika (QCD) miért nem látszik sérteni a CP-szimmetriát.
A QCD nem sérti olyan könnyen a CP-szimmetriát, mint az elektrogyenge elmélet. Utóbbiban a mértékmezők fermionmezőkből konstruált királis áramokhoz csatolódnak, míg a QCD-ben a gluonok vektoráramokhoz. A QCD-szektorban egyetlen kísérlet sem utal a sértésre. Például egy általános CP-sértés tizenkét nagyságrenddel nagyobb elektromos dipólmomentumot jósolna a neutronnak, mint ahol a jelenlegi kísérleti felső határ tart.
Ez probléma, mivel a QCD Lagrange-függvényében ott vannak azok a tagok, amik képesek sérteni a CP-szimmetriát:
{\displaystyle {\mathcal {L}}=-{\frac {1}{4}}{\mathrm {tr} \,}F_{\mu \nu }F^{\mu \nu }-{\frac {n_{f}g^{2}\theta }{32\pi ^{2}}}{\mathrm {tr} \,}F_{\mu \nu }{\tilde {F}}^{\mu \nu }+{\bar {\psi }}(i\gamma ^{\mu }D_{\mu }-me^{i\theta '\gamma _{5}})\psi }
A QCD {\displaystyle \theta }-szög és királis kvarktömeg-fázis {\displaystyle \theta '} nemnulla megválasztása esetén azt várjuk, hogy a CP-szimmetria sérül. Általában feltesszük, hogy {\displaystyle \theta '}-t bele lehet konvertálni hozzájárulásként a teljes effektív {\displaystyle {\tilde {\theta }}}-szögbe, de megmarad a kérdés, hogy a természet miért választ ilyen kis számot egy egységnyi nagyságrendű helyett. A {\displaystyle \theta }-szög speciális megválasztása, ami nagyon közel van nullához egy példa a fizikai finomhangolásra.
A leghíresebb megoldás a problémára a Peccei–Quinn-elmélet ami új skalár részecskéket vezet be, amiket axionoknak hív.

## CP-sértés és az Univerzum létezése
A fizika egyik megoldatlan elméleti kérdése, hogy miért áll az univerzum főleg anyagból ahelyett, hogy egyenlő mértékben tartalmazna anyagot és antianyagot. Kézenfekvő feltevések sorának segítségével demonstrálható, hogy a megfigyelt anyag-antianyag arányt létrehozhatta az ősrobbanás utáni néhány másodperc CP-sértése.
A standard modellben az ősrobbanás egyenlő mennyiségben hozott volna létre anyagot és antianyagot a CP-szimmetria fennállása esetén, és így teljesen meg is kellett volna semmisülnie mindkettőnek, a protonoknak az antiprotonokkal, az elektronoknak a pozitronokkal, a neutronoknak az antineutronokkal és így tovább minden elemi részecskére. A végén az univerzum fotonok tengerévé vált volna minden anyag nélkül. Mivel nyilvánvalóan nem ez a helyzet, az ősrobbanás alatt a fizikai törvényeknek másképpen kellett hatniuk az anyagra, mint az antianyagra, és mivel a CP-szimmetria azt jelenti, hogy ugyanúgy hatnak, a szimmetria nem lehet igaz mindenesetre.
Ezért követelmény, hogy egy olyan erőnek kellett hatnia, ami meggátolta a barionszám és a leptonszám megmaradását. A gyenge erő csak kismértékű sértést tud okozni, ami legfeljebb egy galaxisnyi tömeget tudott volna létrehozni.
Mivel a standard modell nem jósolja meg pontosan ezt az ellentmondást (ahogy a sötét anyag és a sötét energia problémáját sem), úgy látszik, a standard modell nem teljes vagy a fizika egyébként bajban van. Ez óriási érdeklődést keltett a kísérleti részecskefizika iránt, és reményeket az asztrofizika számos elméletében – mint a felfúvódási elmélet és a bariogenezis –, hogy a sértést megmagyarázzák.